# Ophthalmitis sinensium
Ophthalmitis sinensium là một loài bướm đêm trong họ Geometridae.